# Anna Oldenburg
Anna Oldenburg (ur. 22 listopada 1532 w Haderslev, zm. 1 października 1585 w Dreźnie) – księżniczka Danii i Norwegii, od śmierci szwagra elektora Maurycego 11 lipca 1553 księżna elektorowa Saksonii.
Była córką króla Danii i Norwegii Chrystiana III i jego żony królowej Doroty. 
7 października 1548 w Torgau poślubiła przyszłego elektora Saksonii - księcia Augusta. Para miała piętnaścioro dzieci:
- księcia Jana Henryka (1550–1550)
- księżniczkę Eleonorę (1551–1553)
- księżniczkę Elżbietę (1552–1590)
- księcia Aleksandra (1554–1565)
- księcia Magnusa (1555–1558)
- księcia Joachima (1557–1557)
- księcia Hektora (1558-1560)
- Krystiana I (1560-1591), kolejnego księcia-elektora Saksonii
- księżniczkę Marię (1562–1566)
- księżniczkę Dorotę (1563–1587)
- księżniczkę Amalię (1565–1565)
- księżniczkę Annę (1567–1613)
- księcia Augusta (1569–1570)
- księcia Albrechta (1571–1572)
- księcia Fryderyka (1575–1576)